# أوريبي بيرالتا
أوريبي بيرالتا (بالإسبانية: Oribe Peralta)؛ مواليد 12 يناير 1984 في المكسيك، هو لاعب كرة قدم مكسيكي يلعب لنادي أمريكا ومنتخب المكسيك لكرة القدم كمهاجم. سبق له أن لعب في كأس العالم لكرة القدم مع منتخب بلاده. فاز بميدالية أوليمبية في مسابقة كرة القدم. بدأ أوريبي بيرالتا مسيرته الرياضية عام 2003.

## مسيرته الكروية
لعب أوريبي بيرالتا خلال مسيرته الاحترافية مع 7 أندية في عشرون موسمًا وسجل خلالها 152 هدف ضمن 467 مباراة. ولم يفز بأي موسم بالكأس وفاز في أربعة مواسم بالدوري.
خاض أوريبي بيرالتا مسيرته مع نادي موريليا الرياضي في موسم 2002–03 لمدة موسم واحد، مشاركًا في مباراتين ولم يسجل أي هدف. ثم انتقل إلى نادي كلوب ليون في موسم 2003–04 لمدة موسم واحد، حيث شارك في 35 مباراة سجل خلالها 7 أهداف. لينتقل بعدها إلى نادي مونتيري في موسم 2004–05 ولمدة موسمين، مشاركًا في 52 مباراة سجل خلالها 11 هدفًا. ثم انتقل إلى نادي سانتوس لاغونا في موسم 2006–07 في المرة الأولى واستمر معه طيلة ثلاثة مواسم ثم في موسم 2009–10 ليلعب معه خمسة مواسم، مشاركًا طوالها في 187 مباراة سجل خلالها 66 هدفًا. هذا وانتقل لاحقًا إلى نادي تشياباس في موسم 2008–09 ولمدة موسمين، مشاركًا في 33 مباراة سجل خلالها 12 هدفًا. ثم انتقل بعدها إلى نادي أمريكا في موسم 2014–15 ليلعب معه خمسة مواسم، مشاركًا في 143 مباراة سجل خلالها 55 هدفًا. ليعود وينتقل من جديد، لكن هذه المرة إلى نادي غوادالاخارا في موسم 2019–20 لمدة موسم واحد، مشاركًا في 15 مباراة سجل خلالها هدفًا واحدًا.

## روابط خارجية
- أوريبي بيرالتا على موقع الاتحاد الدولي (مؤرشف)  (الإنجليزية)
- أوريبي بيرالتا على موقع إي إس بي إن إف سي (الإنجليزية)
- أوريبي بيرالتا على موقع قاعدة بيانات كرة القدم.إي يو (الإنجليزية)
- أوريبي بيرالتا على موقع ناشيونال فوتبول تيمز (الإنجليزية)
- أوريبي بيرالتا على موقع Soccerway.com (الإنجليزية)
- أوريبي بيرالتا على موقع كووورة
- أوريبي بيرالتا على موقع اللجنة الأولمبية الدولية (الإنجليزية)
- أوريبي بيرالتا على موقع أوليمبيديا (الإنجليزية)
- أوريبي بيرالتا على موقع AS.com (الإسبانية)